# Markus Pielmeier
Markus Pielmeier (* 6. Oktober 1987 in Regensburg) ist ein deutscher Volleyballspieler und promovierter Chemiker.

## Sportliche Karriere
Pielmeier begann seine Volleyball-Karriere 1999 beim TSV Nittenau. 2004 wechselte er zum SV Lohhof und spielte in der Zweiten Liga Süd. Parallel dazu wurde er als Mitglied der Bayernauswahl zuerst im Internat des VCO Kempfenhausen gefördert, wo er mit Doppelspielrecht seit 2003 spielte. 2006 wechselte der Diagonalangreifer, der auch in der deutschen Junioren-Nationalmannschaft zum Einsatz kam, zum Erstligisten Generali Haching. Dort gewann er 2009 und 2010 jeweils den DVV-Pokal und die deutsche Vizemeisterschaft. Anschließend wechselte er zum Ligakonkurrenten TV Rottenburg, wo er bis 2014 aktiv war. Danach spielte er zwei Jahre beim Zweitligisten ASV Dachau. Von 2016 bis 2017 war Pielmeier Trainer von ASV Dachau 2 in der Regionalliga. Anschließend wechselte er zum TSV Deggendorf 2 und stieg dort als Zuspieler mit der Mannschaft in die Landesliga auf. In den darauffolgenden zwei Saisons übernahm er die Regie als Zuspieler beim VfR Garching, ehe er 2020 wieder zum TSV Deggendorf zurück wechselte und dort in der 3. Liga Ost als Diagonalangreifer spielte. Seit der Saison 2022/23 ist er bei den Donau Volleys Regensburg als Co-Trainer im Team der 3. Liga Ost aktiv und Zuspieler im Team der Landesliga Nord-Ost.

## Beruflicher Werdegang
Pielmeier absolvierte sein Chemiestudium zunächst an der Universität Tübingen (B. Sc.) und darauf an der TU München (M. Sc.).
Im Anschluss promovierte er als Chemiker im Arbeitskreis für Synthese und Charakterisierung innovativer Materialien an der TU München mit dem Forschungsschwerpunkt Dichtefunktionaltheorie: Berechnungen zu Polyphosphiden und Polytelluriden. Seine Promotion schloss er im Dezember 2022 erfolgreich ab und wechselte in die Wirtschaft.  